# Caserío Zuatzu
El caserío Zuatzu, en San Sebastián (España), es un edificio del siglo XVI de mediana planta. Se sitúa en el barrio de Lugaritz, en una ladera de suave pendiente.

## Descripción
La edificación presenta planta rectangular, más ancha que profunda con respecto a la fachada principal, orientada al NE. La cubierta es a dos aguas.
Verticalmente se compone de planta baja y una primera planta que, a la vez, es desván. La caja del edificio se alza sobre postes de madera enterizos, en la mayor parte, cubiertos de mampostería y no visibles desde el exterior. La mampostería es más gruesa en los muros NW y SW. Su fachada principal se divide en tres tramos. El tramo central es de mayor anchura y queda enmarcado por los dos postes enterizos que alcanzan la altura de la cubierta. A la altura de la primera planta posee vigas que unen la luz entre los tres tramos. En la primera planta se abren tres huecos de ventana en la mampostería que se halla enlucida en esta fachada. La fachada NW presenta pocos huecos de ventana, al igual que la fachada SW. La fachada SW, compuesta también por tres tramos, presenta un anejo-tejabana adosado.
La estructura interior del edificio se apoya en cuatro postes enterizos simétricos a los perimetrales y situados en las cuatro fachadas. Dispone de tornapuntas ensambladas en colas de golondrina que refuerzan la estructura del edificio. En la fachada posterior SW posee en su interior dos bernias de lagar gótico datado en el siglo XVI, época de la que proviene el conjunto de este caserío. La techumbre, también en madera, posee cabrios y enlatado del mismo material.